# Bob Bemer
Robert William Bemer (Sault Ste. Marie, 8 febbraio 1920 – Possum Kingdom Lake, 22 giugno 2004) è stato un informatico statunitense, conosciuto per i suoi lavori all'IBM negli anni cinquanta e sessanta del ventesimo secolo.

## Carriera
Bemer ha iniziato la sua carriera come aerodinamico a Douglas Aircraft Company nel 1941, poi ha lavorato per RAND Corporation dal 1951, IBM dal 1957, e Honeywell dal 1974. Ha anche lavorato per UNIVAC.
Bemer è probabilmente il primo sostenitore del concetto di Software Factory.
Si è occupato inoltre della standardizzazione del codice ASCII e per tale motivo è spesso considerato il padre o l'ideatore di tale codice.
Ha contribuito al concetto di Time-sharing (condivisione del tempo) per gestire il multitasking e fin dal 1971 ha sollevato il problema del Millennium Bug, ossia la possibile mancanza di corretta rappresentazione dell'anno 2000 nei programmi abituati a trattare l'anno con due sole cifre.
Bemer morì nella sua casa a Possum Kingdom Lake, Texas, nel 2004, all'età di 84 anni, dopo una lunga battaglia contro il cancro.